# Richard Martin, 1. Baronet (of Overbury Court)
Sir Richard Biddulph Martin, 1. Baronet (* 12. Mai 1838; † 23. August 1916) war ein britischer Bankier und Politiker der Liberal Party und der Liberalen Unionisten.

## Leben
Martin war der ältere von zwei Söhnen von Robert Martin (1808–1897) vom Anwesen Overbury Court im Dorf Overbury in der Grafschaft Worcestershire und dessen Ehefrau Mary Ann († 1892), der Tochter von John Biddulph vom Bankhaus Cocks, Biddulph & Co. Robert Martin war ein Teilhaber der Grasshopper Bank, die später unter dem Namen Martins Bank firmierte.
Er ging zunächst an die Harrow School und ans Exeter College, bevor er der Bank seines Großvaters mütterlicherseits beitrat. Später gehörte er zu den Gründern der North Borneo Chartered Company und des Institute of Bankers.
Bei den landesweiten Wahlen 1868 zum House of Commons kandidierte er erfolglos im Wahlkreis Ost-Worcestershire. Ebenfalls erfolglos blieb im April 1880 seine Kandidatur bei den Unterhauswahlen, bei denen er für den Wahlbezirk London-Innenstadt antrat.
Durch die Anfechtung des Ergebnisses der Unterhauswahl konnte er bereits drei Monate später im Juli 1880 für die Nachwahl kandidieren und gewann den Sitz als Abgeordneter für den Wahlkreis Tewkesbury. Einige seiner Vorfahren hatten diesen Sitz bereits in der Vergangenheit inne, aber Richard war der letzte der Martins, die den Wahlkreis Tewkesbury vertraten. Der Parlamentsbezirk Tewkesbury wurde unter dem Redistribution of Seats Act 1885 aufgelöst und ging im größeren Wahlbezirk Gloucestershire auf.
Bei den landesweiten Wahlen im Jahr 1885 ließ er sich jedoch nicht mehr für eine Wiederwahl im neuen Wahlbezirk aufstellen, sondern kandidierte stattdessen im Wahlkreis Chelmsford in der Grafschaft Essex – allerdings erfolglos.
Als die Liberal Party sich im Streit über die Gesetzentwurf zur Selbstverwaltung Irlands entzweite, trat Martin den abtrünnigen Liberalen Unionisten bei und kandidierte als liberaler Kandidat für den Wahlbezirk Ashburton in der Grafschaft Devon – wiederum erfolglos. Erst bei den Wahlen zum Unterhaus im Jahr 1892 gelang ihm als Nachfolger für den aus Altersgründen ausscheidenden britischen Industriellen John Corbett seine Rückkehr ins Parlament für den Wahlkreis Droitwich. Bis zu den Wahlen im Jahr 1906 blieb er Abgeordneter für Droitwich.
Am 12. Dezember 1905 wurde ihm der erbliche Adelstitel Baronet, of Overbury Court in the Parish of Overbury and County of Worcester, verliehen. Da er kinderlos starb, erlosch der Titel bei seinem Tod 1916.
Er war von 1906 bis 1907 Präsident der Royal Statistical Society.